# Yves Grosrichard
Yves Grosrichard est un journaliste français né à Paris le 25 novembre 1907 et mort à Pléneuf le 9 octobre 1992.

## Biographie
Né en 1907 à Paris, il est un petit-neveu de Gustave Téry, qui dirige L'Œuvre jusqu'à sa mort en 1928. Licenciè ès lettres, il commence dans ce même journal comme rédacteur parlementaire en 1931. Il arrive au Canard enchaîné en 1935.
Pendant Occupation, il reprend un poste à l'Éducation nationale. Il est professeur de français au collège Turgot de 1940 à 1943 et le sera à l'école primaire supérieure Lavoisier à partir du 1er octobre 1944. Proche de la Résistance, il est arrêté par l'Abwehr à son domicile le 10 décembre 1943, puis incarcéré à Fresnes. Son adresse a été trouvée dans le carnet de Jean Cavaillès, chef du réseau Cohors arrêté quelques semaines plus tôt. Confronté à celui ci le 20 décembre 1943 dans les annexes de l'Hôtel de Beauvau, centre de torture du RSHA situé 11 rue des Saussaies, il est relâché. Durant le trajet depuis le centre pénitentiaire de Fresnes, les deux hommes ont pu préparé ensemble leurs versions, qui innocentent le professeur de français.
À la Libération, Yves Grosrichard multiplie les collaborations : L'Ordre, Carrefour, Ambiance, La Bataille, La France intérieure, La Voix de Paris, France-Soir. Il est rédacteur en chef du Journal parlé de la Radiodiffusion française de 1944 à 1946. Il est corédacteur en chef du Canard enchaîné en 1947 avec Ernest Reynaud, jusqu'à l'automne 1953. Il dirige le service de politique extérieure de France-Soir, et quitte en 1953 le Canard enchaîné pour se consacrer entièrement à ce journal. Il décède en 1992.

## Œuvre livresque
- Zèbre, Gallimard, 1953.
- La compagne de l'homme, Gallimard, 1956.
- L'Amérique insolite, NRF, 1958, Coll.l'Air du Temps.
- Le haut du pavé, Gallimard, 1961.
- Histoire de la Guerre 1939-1945, Hachette, 1967 (sous la direction de Pierre Lazareff).
- Les 100 visages de Bismarck, Presses de la Cité, 1970.